# Anastigmat
 (juin 2022).
Si vous disposez d'ouvrages ou d'articles de référence ou si vous connaissez des sites web de qualité traitant du thème abordé ici, merci de compléter l'article en donnant les références utiles à sa vérifiabilité et en les liant à la section « Notes et références ».

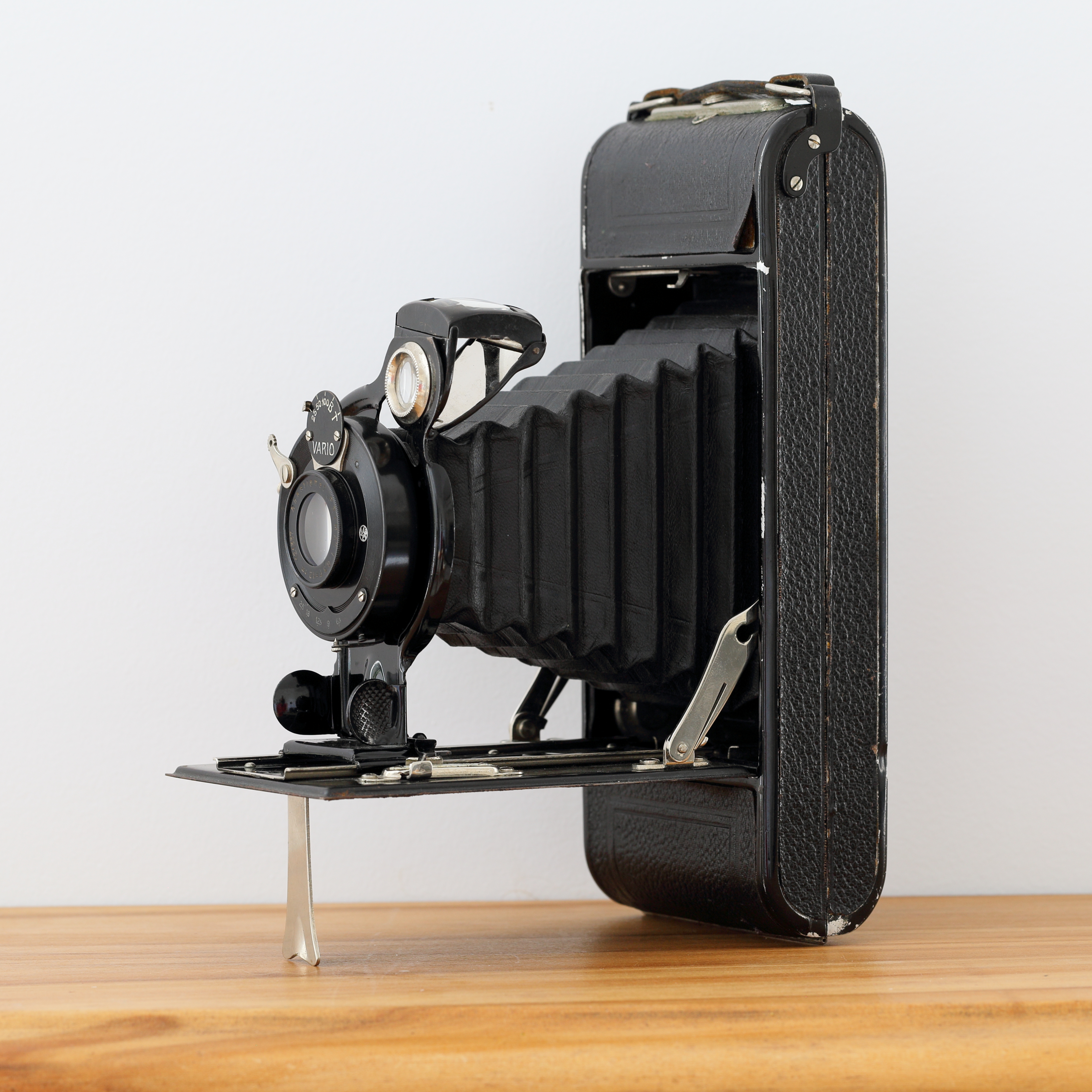
VARIO Anastigmat PRIMA 1:6,3 f = 12 cm.

Formule optique de l'Anastigmat de Rudolph.

Un anastigmat, ou objectif anastigmatique, désigne un objectif sans astigmatisme, donc sans défaut de vision. Ces objectifs photographique sont entièrement corrigés pour l'aberration sphérique, la coma et l'astigmatisme. 
Les premiers objectifs incluaient souvent le mot Anastigmat dans leur nom pour annoncer cette nouvelle fonctionnalité (Doppel-Anastigmat, Voigtländer Anastigmat Skopar, etc.). Tous les objectifs photographiques modernes sont presque anastigmatiques.
Le premier anastigmat a été mis au point par Paul Rudolph chez Zeiss en 1890. Il est constitué de deux doublets accolés, séparés par un diaphragme.